# Jutro Polski
Jutro Polski. Tygodnik polityczno-literacki – miesięcznik wydawany w Londynie w latach 1944–1992. Pismo wyrażało orientację SL a później PSL, będąc orientacją polityczną obozu Stanisława Mikołajczyka. 